# Cochliopodium bilimbosum
Cochliopodium bilimbosum ist eine Amöbe aus der Gattung Cochliopodium. Sie wird im Deutschen auch als Schneckenamöbe bezeichnet. Die Art kommt in Teichen vor, wo sie zwischen Wasserpflanzen und im Schlamm zu finden ist. In Moosen ist sie nicht anzutreffen.

## Merkmale
Cochliopodium bilimbosum ist 25 bis 100 Mikrometer groß. Die kräftige Hülle ist sehr biegsam. Sie besteht aus einer Ektoplasmaschicht, welche hell und ziemlich beständig ist. Am Rand läuft sie in Saum aus, welcher mit feinsten Skulpturen bedeckt ist. Die Pseudopodien sind zugespitzt, kurz und treten unter dem Randsaum hervor.